# Team V Architectuur
Team V Architectuur, simpelweg ook wel Team V, is een Nederlands architectenbureau. Het hoofdkantoor is gevestigd in Amsterdam. Het bureau werd opgericht nadat Jeroen van Schooten en Roberto Meyer na 29 jaar hun samenwerking binnen Architectenbureau Meyer en Van Schooten Architecten beëindigden.

## Portfolio
- Station Lansingerland-Zoetermeer, Zoetermeer
- HAUT, Amsterdam (2018 - 2021)
- Y-Towers, Overhoeks Amsterdam
- Knightsbridge, Hyde Park Hoofddorp
- Zuidasdok, Amsterdam-Zuid
- Station Zwolle, Zwolle
- renovatie Kantoorgebouw ASR-verzekeringen (voormalig AMEV-huis) Utrecht (stad)

## Fotogalerij

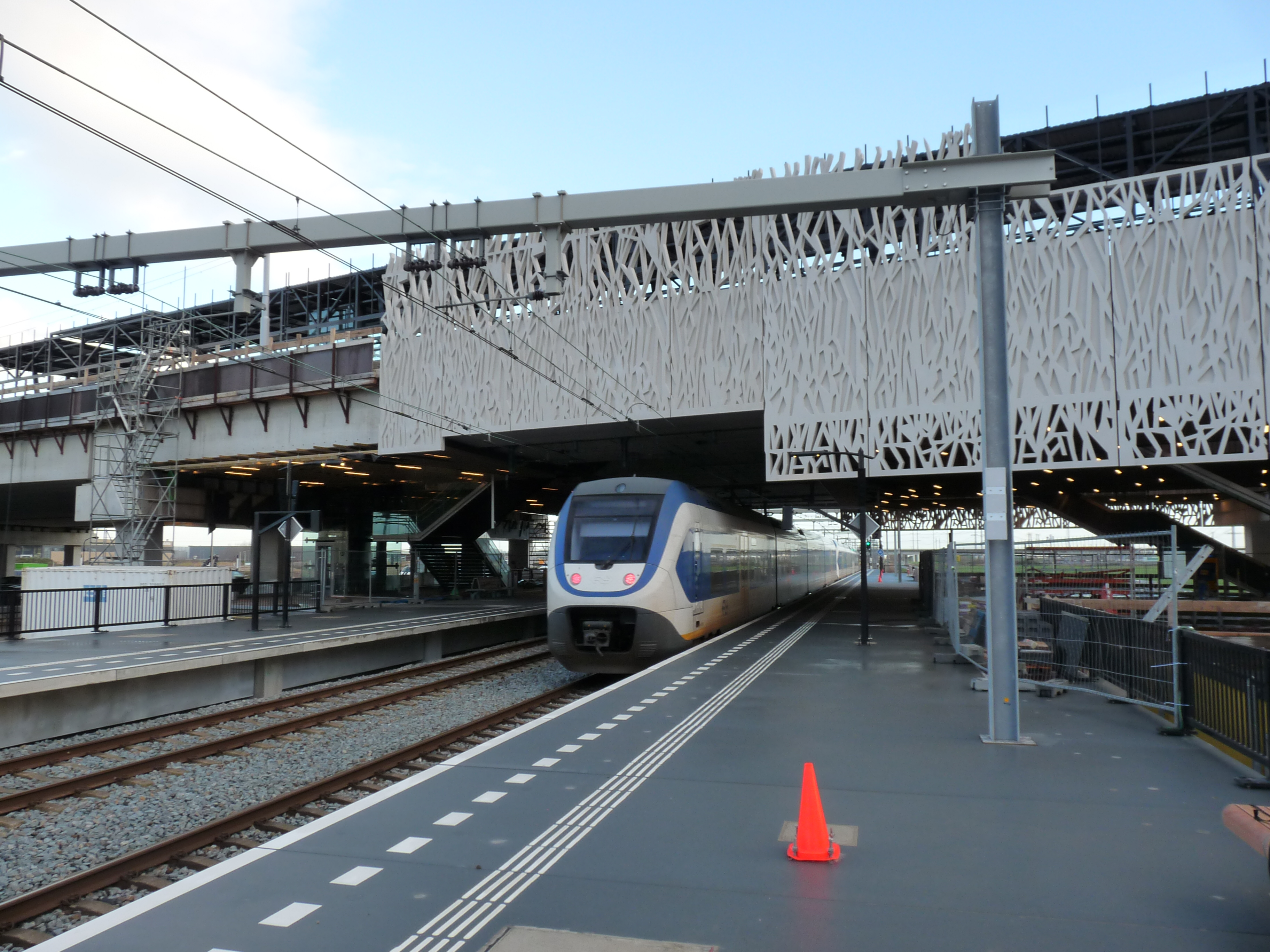
Station Lansingerland-Zoetermeer
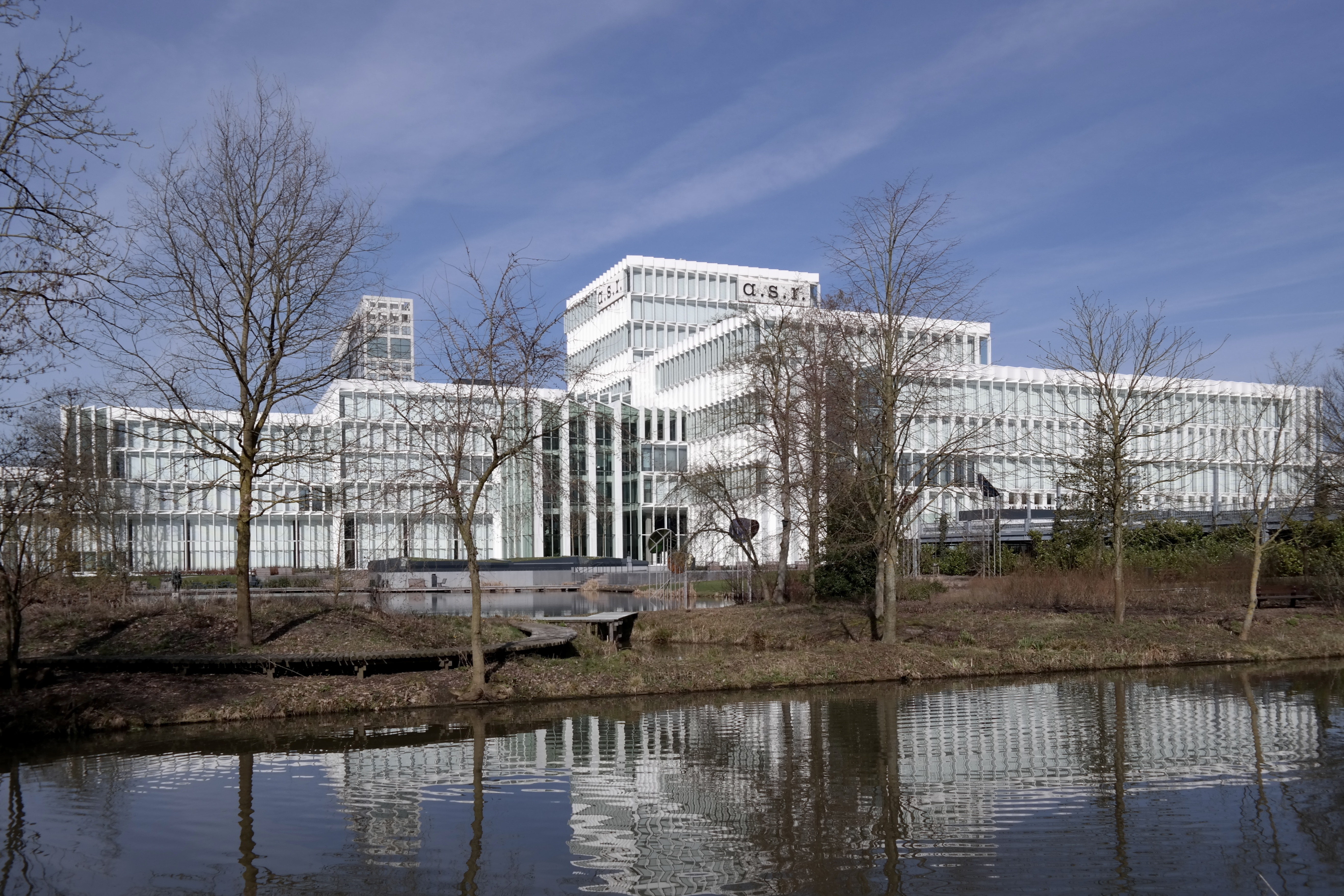
renovatie Hoofdkantoor ASR Verzekeringen Utrecht
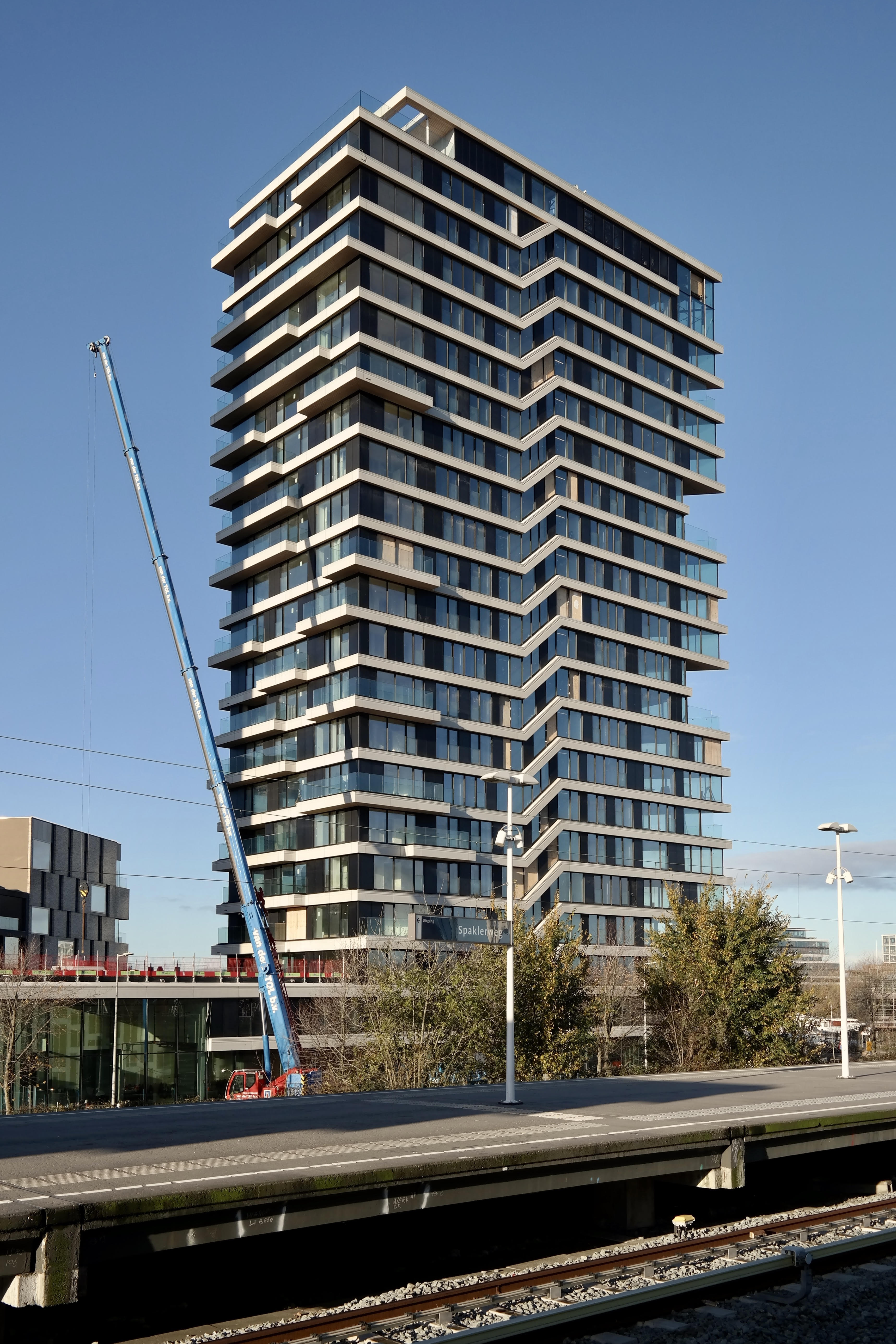
HAUT, Amsterdam
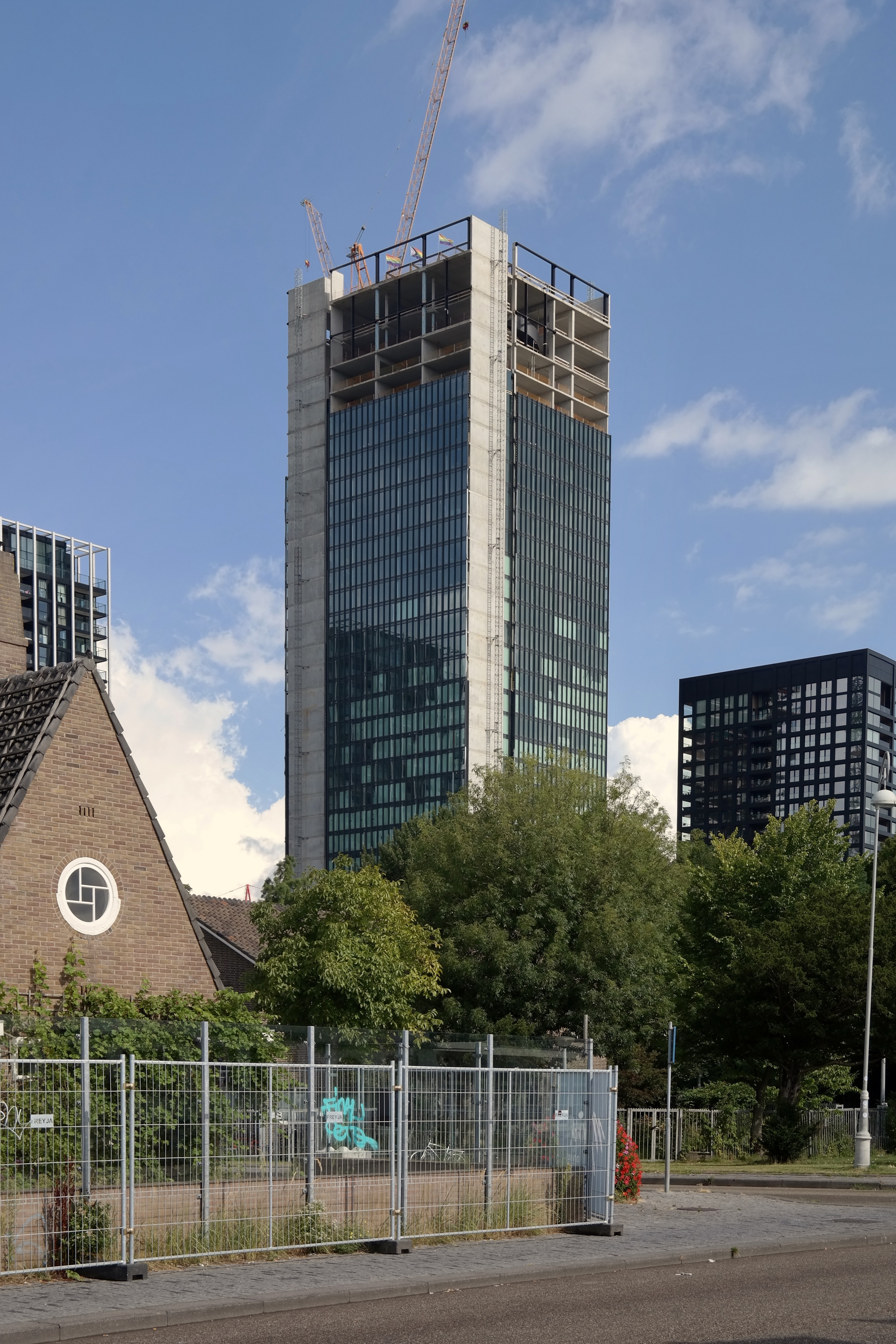
Y Towers - Maritim Hotel Amsterdam
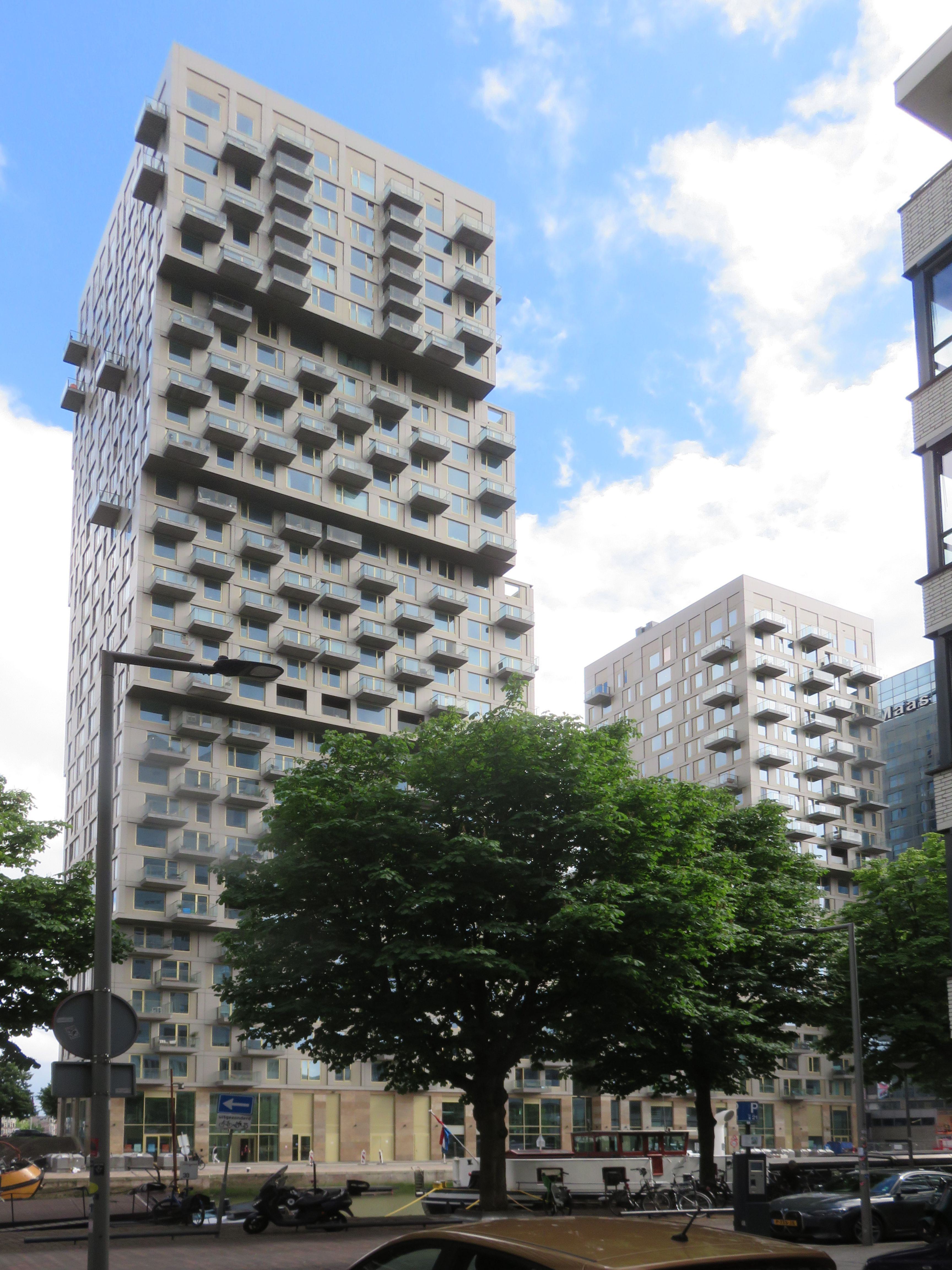
Clubhouse Boompjes in Rotterdam